# سامسونج جالكسي إس 21
سامسونج جالكسي إس 21 (بالإنجليزية: Samsung Galaxy S21)‏ هي عبارة عن سلسلة من الهواتف الذكية التي تعمل بنظام أندرويد، والتي تم تصميمها وتطويرها وتسويقها وتصنيعها بواسطة سامسونج للإلكترونيات كجزء من سلسلة سامسونج جالكسي إس. تعمل بشكل جماعي كخَلَف لسلسلة سامسونج جالكسي إس 20.

## تصميم

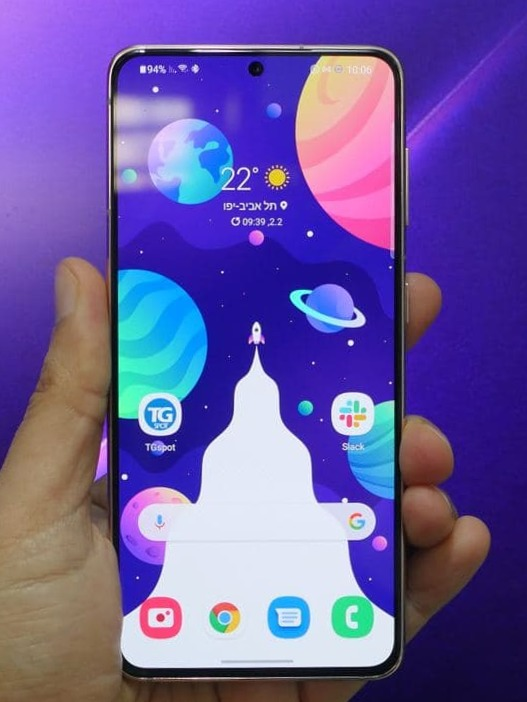
واجهة جالكسي إس 21

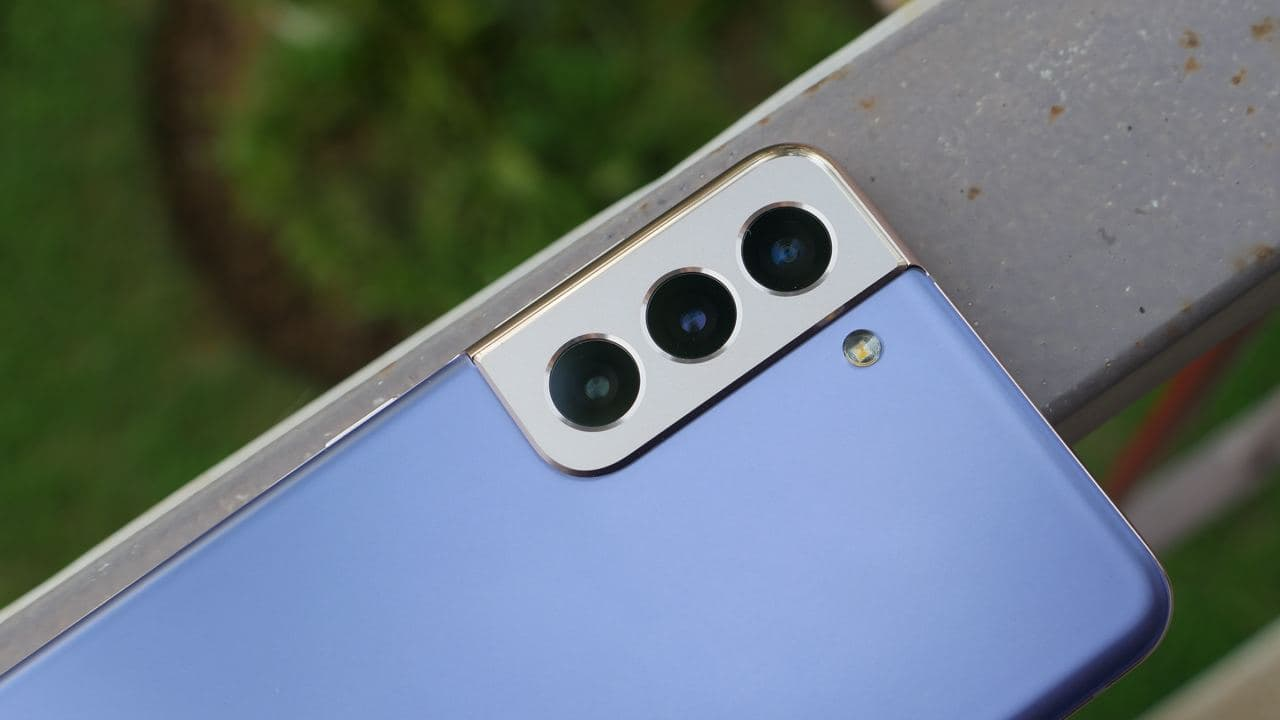
كاميرا جالكسي إس 21 (بنفسجي سرابي)

تتميز سلسلة جالكسي إس 21 بتصميم مشابه لسابقتها، مع شاشة إنفينتي-أو (Infinity-O) التي تحتوي على فتحة دائرية في أعلى الوسط لكاميرا السيلفي الأمامية. اللوحة الخلفية لإس 21 و إس 21 FE مقواة بالبولي كربونات على غرار إس 20 إف إي (S20 FE) ونوت 20، في حين أن إس 21+ وإس 21 ألترا يستخدمان الزجاج. تم دمج مجموعة الكاميرا الخلفية في هيكل الهاتف ولها محيط معدني؛ يحتوي إس 21 ألترا على محيط كاميرا من ألياف الكربون لألوان حصرية.
| جالكسي إس 21 | جالكسي إس 21 | جالكسي إس 21       | جالكسي إس 21+ | جالكسي إس 21+ | جالكسي إس 21+      | جالكسي إس 21 ألترا | جالكسي إس 21 ألترا | جالكسي إس 21 ألترا | جالكسي إس 21 FE | جالكسي إس 21 FE | جالكسي إس 21 FE    |
| لون          | اسم          | حصريًا عبر الإنترنت | لون           | اسم           | حصريًا عبر الإنترنت | لون                | اسم                | حصريًا عبر الإنترنت | لون             | اسم             | حصريًا عبر الإنترنت |
|              | أبيض سرابي   | No                 |               | فضي سرابي     | No                 |                    | فضي سرابي          | No                 |                 | أبيض            | No                 |
|              | رمادي سرابي  | No                 |               | أسود سرابي    | No                 |                    | أسود سرابي         | No                 |                 | جرافيتي         | No                 |
|              | بنفسجي سرابي | No                 |               | بنفسجي سرابي  | No                 |                    | تيتانيوم سرابي     | Yes                |                 | لافندر          | No                 |
|              | وردي سرابي   | No                 |               | ذهبي سرابي    | Yes                |                    | أزرق داكن سرابي    | Yes                |                 | زيتوني          | No                 |
|              |              |                    |               | أحمر سرابي    | Yes                |                    | بني سرابي          | Yes                |                 |                 |                    |

## مواصفات
سلسلة جالكسي إس 21 تم الإعلان عنها في 14 يناير 2021، وتم إصدارها في يوم 29 من نفس الشهر، وتأتي بثلاثة أنواع:
- المعالج: ثماني النواة إكسينوس 2100
- الرام: 8 جيجا بايت
- التخزين: 128 أو 256 جيجا بايت
- الشاشة: 6.2 انش ديناميك أموليد 2X
- الكاميرا: ثلاثة عدسات بدقة 12+64+12 ميجا بكسل
- نظام التشغيل الحالي: أندرويد 12 واجهة One UI 4.1
- البطارية: 4000 ملي أمبير[3]

### جالكسي إس 21+
- المعالج: ثماني النواة إكسينوس 2100
- الرام: 8 جيجا بايت
- التخزين: 128 أو 256 جيجا بايت
- الشاشة: 6.7 انش ديناميك أموليد 2X
- الكاميرا: ثلاثة عدسات بدقة 12+64+12 ميجا بكسل
- نظام التشغيل الحالي: أندرويد 12 واجهة One UI 4.1
- البطارية: 4800 ملي أمبير[4]

### جالكسي إس 21 ألترا
- المعالج: ثماني النواة إكسينوس 2100
- الرام: 12 أو 16 جيجا بايت
- التخزين: 128 أو 256 أو 512 جيجا بايت
- الشاشة: 6.8 انش ديناميك أموليد 2X
- الكاميرا: ثلاثة عدسات بدقة 108+10+10+12 ميجا بكسل
- نظام التشغيل الحالي: أندرويد 12 واجهة One UI 4.1
- البطارية: 5000 ملي أمبير[5]

### جالكسي إس 21 FE
- المعالج: ثماني النواة إكسينوس 2100
- الرام: 6 أو 8 جيجا بايت
- التخزين: 128 أو 256 وجيجا بايت
- الشاشة: 6.4 انش ديناميك أموليد 2X
- الكاميرا: ثلاثة عدسات بدقة 12+8+12 ميجا بكسل
- نظام التشغيل الحالي: أندرويد 12 واجهة One UI 4.1
- البطارية: 4500 ملي أمبير[6]